# Luckauer Holz
Das Luckauer Holz ist ein Naturschutzgebiet in der niedersächsischen Gemeinde Luckau (Wendland) in der Samtgemeinde Lüchow (Wendland) im Landkreis Lüchow-Dannenberg.
Das Naturschutzgebiet mit dem Kennzeichen NSG LÜ 255 ist 124 Hektar groß. Es ist Bestandteil des FFH-Gebietes „Landgraben- und Dummeniederung“ und des gleichnamigen EU-Vogelschutzgebietes.
Das Naturschutzgebiet liegt westlich von Wustrow (Wendland) und südöstlich von Luckau (Wendland) an der Landesgrenze zu Sachsen-Anhalt in der Niederung der Dumme. Es stellt ein zum Teil naturnahes Waldgebiet innerhalb des Naturparks Wendland.Elbe unter Schutz, das von Eichen-Mischwäldern, Erlen-Eschen- und Bruchwäldern auf überwiegend stark grundwasser- und stauwasserbeeinflussten Standorten geprägt wird.
Im Süden schließen sich Bereiche mit Hochstaudenfluren, Weiden-Sumpfgebüsche, Staudensümpfe, Feuchtwiesen, Großseggenriede und Röhrichte an. Im Süden des Naturschutzgebietes sind auch naturnahe Kleingewässer zu finden.
Das Naturschutzgebiet wird von der Dumme durchflossen. Ein Nebenarm der Dumme als Grenzfluss zur Landesgrenze zu Sachsen-Anhalt begrenzt das Naturschutzgebiet nach Süden.
Die Wege im Naturschutzgebiet südlich der Dumme sind in der Brut- und Setzzeit in der Zeit vom 1. März bis zum 15. August gesperrt.
Das Gebiet steht seit dem 2. August 2003 unter Naturschutz. Zuständige untere Naturschutzbehörde ist der Landkreis Lüchow-Dannenberg.